# Рековерин
RCVRN (англ. Recoverin) – білок, який кодується однойменним геном, розташованим у людей на короткому плечі 17-ї хромосоми. Довжина поліпептидного ланцюга білка становить 200 амінокислот, а молекулярна маса — 23 130.
| 10         |  | 20         |  | 30         |  | 40         |  | 50         |
| ---------- |  | ---------- |  | ---------- |  | ---------- |  | ---------- |
| MGNSKSGALS |  | KEILEELQLN |  | TKFSEEELCS |  | WYQSFLKDCP |  | TGRITQQQFQ |
| SIYAKFFPDT |  | DPKAYAQHVF |  | RSFDSNLDGT |  | LDFKEYVIAL |  | HMTTAGKTNQ |
| KLEWAFSLYD |  | VDGNGTISKN |  | EVLEIVMAIF |  | KMITPEDVKL |  | LPDDENTPEK |
| RAEKIWKYFG |  | KNDDDKLTEK |  | EFIEGTLANK |  | EILRLIQFEP |  | QKVKEKMKNA |
|            |  |            |  |            |  |            |  |            |

A: Аланін

C: Цистеїн

D: Аспарагінова кислота

E: Глутамінова кислота

F: Фенілаланін

G: Гліцин

H: Гістидин

I: Ізолейцин

K: Лізин

L: Лейцин

M: Метіонін

N: Аспарагін

P: Пролін

Q: Глутамін

R: Аргінін

S: Серин

T: Треонін

V: Валін

W: Триптофан

Кодований геном білок за функцією належить до ліпопротеїнів. 
Білок має сайт для зв'язування з іонами металів, іоном кальцію. 